# 片克格涅伊灣
64°49′N 172°49′W / 64.817°N 172.817°W

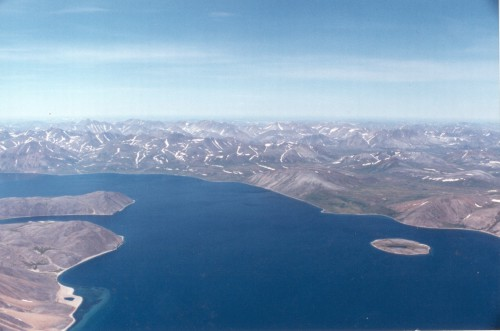

片克格涅伊灣（俄语：Пенкегней），是俄羅斯的海灣，位於該國東部楚科奇半島，屬於白令海的一部分，長23公里、寬4.8公里，平均水深100米，入口處有兩座小島。